# Pascal Poisson
Pascal Poisson (Plancoët, 29 giugno 1958) è un ex ciclista su strada e pistard francese.
Professionista dal 1980 al 1990, vinse una tappa alla Vuelta a España e una al Tour de France.

## Carriera
Da dilettante partecipò alle olimpiadi di Mosca 1980, classificandosi al quinto posto nell'inseguimento a squadre. Passò professionista nell'agosto 1980 con la Renault-Gitane di Cyrille Guimard, squadra in cui rimarrà fino al 1987. Con questa maglia vinse il prologo al Tour de l'Avenir nel 1981, una tappa alla Vuelta a España e una al Tour du Vaucluse nel 1983, il Grand Prix de Mauléon-Moulins e una tappa al Tour de France nel 1984, e il Grand Prix de Wallonie nel 1987. Nel 1988 passò alla Toshiba di Bernard Tapie, imponendosi nel Grand Prix de Denain e alla Quatre Jours de Dunkerque, quest'ultimo successo accompagnato da una vittoria di tappa; nella stagione successiva conquistò una tappa al Critérium du Dauphiné Libéré. Nel 1990 passò alla Z di Roger Legeay e Serge Beucherie, conquistando una tappa al Tour de Trump e ritirandosi al termine della stagione. Partecipò a sei edizioni del Tour de France, due del Giro d'Italia, due della Vuelta a España e un campionato del mondo.

## Palmarès
- 1981 (Renault-Elf, due vittorie)

Boucles des Flandres
Prologo Tour de l'Avenir (Saint-Étienne > Saint-Étienne)
- 1983 (Renault-Elf, due vittorie)

1ª tappa Tour du Vaucluse
15ª tappa, 1ª semitappa Vuelta a España (León > Valladolid)
- 1984 (Renault-Elf, due vittorie)

Grand Prix de Mauléon-Moulins
12ª tappa Tour de France (Saint-Girons > Blagnac)
- 1987 (Système U, una vittoria)

Grand Prix de Wallonie
- 1988 (Renault-Elf, due vittorie)

Grand Prix de Denain
3ª tappa Quatre Jours de Dunkerque (Saint-Valery-sur-Somme > San Quintino)
Classifica generale Quatre Jours de Dunkerque
- 1989 (Toshiba, una vittoria)

1ª tappa Critérium du Dauphiné Libéré (Divonne-les-Bains > Lione)
- 1990 (Z, una vittoria)

6ª tappa Tour de Trump

### Altri successi
- 1982

Critérium di Lorient
- 1983

Critérium di Concarneau
- 1984

Critérium di Le Horps
3ª tappa Tour de France (Louvroil > Valenciennes, cronosquadre)
- 1989

Ronde des Korrigans (Camors)
Critérium di Vienne
- 1990

Critérium di Angers

## Piazzamenti

### Grandi Giri
- Giro d'Italia

1988: ritirato (8ª tappa)
1990: 128º
- Tour de France

1982: 50º
1983: ritirato (20ª tappa)
1984: 80º
1985: 42º
1987: 67º
1989: 71º
- Vuelta a España

1983: 38º
1987: 15º

### Classiche monumento
- Milano-Sanremo

1987: 83º
1989: 95º
- Giro delle Fiandre

1988: 87º
- Parigi-Roubaix

1982: 43º
- Liegi-Bastogne-Liegi

1985: 74º

### Competizioni mondiali
- Giochi olimpici

Mosca 1980 - Inseguimento a squadre: 5º
- Campionati del mondo

Goodwood 1982 - In linea: 31º